# Retro Gamer
Retro Gamer é uma revista britânica publicada em todo o mundo, que cobre jogos eletrônicos. Foi a primeira revista comercial a ser inteiramente dedicada ao assunto. Embora lançado em janeiro de 2004 como uma publicação trimestral, a Retro Gamer logo se tornou mensal. Em 2005, um declínio geral em leitores de revistas de informática e jogos levou ao encerramento de sua publicadora, Live Publishing, embora os direitos para a revista foram posteriormente adquiridos pela Imagine Publishing.